# Solatisonax alleryi
Solatisonax alleryi är en snäckart som först beskrevs av Giuseppe Seguenza 1876.  Solatisonax alleryi ingår i släktet Solatisonax och familjen Architectonicidae. Inga underarter finns listade i Catalogue of Life.